# Zavada (televizijska serija)
Zavada (eng. Feud) je američka dramska i antologijska televizijska serija čiji su autori Ryan Murphy, Jaffe Cohen i Michael Zam. Serija prati sukobe između poznatih ličnosti temeljene na stvarnim događajima. Prva sezona, prikazivana od 5. ožujka 2017. godine na američkom FX-u, prati sukob između holivudskih glumica Bette Davis (Susan Sarando) i Joan Crawford  (Jessica Lange). Druga sezona, pod nazivom Capote vs. The Swans, s prikazivanjem će krenuti 31. siječnja 2024. godine.
Prva sezona serije otvarala je kritički uspjeh, osvojivši dvije nagrade Emmy.  u Hrvatskoj se prikazivala na drugom programu HRT-a.

## Glumačka postava

### Prva sezona
- Jessica Lange kao Joan Crawford/Blanche Hudson
- Susan Sarandon kao Bette Davis/Baby Jane Hudson
- Judy Davis kao Hedda Hopper
- Jackie Hoffman kao Mamacita
- Alfred Molina kao Robert Aldrich, redatelj i producent filma  Što se dogodilo s Baby Jane?
- Stanley Tucci kao Jack L. Warner
- Alison Wright kao Pauline Jameson

### Druga sezona
- Naomi Watts kao Babe Paley
- Diane Lane kao Slim Keith
- Chloë Sevigny kao C. Z. Guest
- Calista Flockhart kao Lee Radziwill
- Demi Moore kao Ann Woodward
- Molly Ringwald kao  Joanne Carson
- Tom Hollander kao Truman Capote
- Treat Williams kao Bill Paley
- Ella Beatty kao  Kerry O'Shea
- Joe Mantello kao Jack Dunphy
- Chris Chalk kao James Baldwin

## Pregled serije
| Sezona | Sezona | Naslov               | Epizode | Epizode | Originalno emitiranje | Originalno emitiranje |
| Sezona | Sezona | Naslov               | Epizode | Epizode | Premijera             | Finale                |
| ------ | ------ | -------------------- | ------- | ------- | --------------------- | --------------------- |
|        | 1.     | Bette i Joan         | 8       | 8       | 5. ožujka 2017.       | 23. travnja 2017.     |
|        | 2.     | Capote vs. The Swans | 8       | 8       | 31. siječnja 2024.    | 13. ožujka 2024.      |